# Dois Papas
The Two Popes (bra/prt: Dois Papas) é um filme britânico-italiano-argentino-estadunidense de 2019, do gênero drama histórico-biográfico, dirigido pelo cineasta brasileiro Fernando Meirelles e escrito por Anthony McCarten. O roteiro é baseado na peça teatral The Pope, também de McCarten, de 2017.
O filme é estrelado por Anthony Hopkins como o Papa Bento XVI e Jonathan Pryce como o Cardeal Jorge Mario Bergoglio, futuro Papa Francisco. A trama explora a relação entre os dois líderes religiosos, imaginando uma série de conversas entre eles no período que antecedeu a histórica renúncia de Bento XVI em 2013.
Dois Papas estreou mundialmente no Festival de Cinema de Telluride em 31 de agosto de 2019. Teve um lançamento limitado nos cinemas dos Estados Unidos em 27 de novembro e do Reino Unido em 29 de novembro do mesmo ano, antes de ser disponibilizado globalmente em streaming pela Netflix em 20 de dezembro de 2019. O filme recebeu aclamação da crítica, especialmente pelas atuações de Hopkins e Pryce e pelo roteiro de McCarten, recebendo diversas indicações a prêmios importantes.

## Enredo
Frustrado com a direção da Igreja Católica sob o pontificado conservador de Bento XVI (Anthony Hopkins) e abalado por dúvidas sobre seu próprio papel durante a Ditadura Militar Argentina, o Cardeal Jorge Mario Bergoglio (Jonathan Pryce), Arcebispo de Buenos Aires, solicita permissão ao Papa para se aposentar em 2012. Em vez disso, Bento XVI, enfrentando um escândalo crescente (o Vatileaks) e autocrítica, convoca seu crítico mais áspero e futuro sucessor a Roma.
A portas fechadas, nos jardins do palácio papal em Castel Gandolfo e nos corredores do Vaticano, inicia-se uma luta entre tradição e progresso, culpa e perdão. Os dois homens confrontam seus passados e visões de mundo distintas – Bento, um intelectual alemão, guardião da doutrina; Bergoglio, um pastor jesuíta argentino, focado na misericórdia e na periferia – em busca de um terreno comum para forjar o futuro de mais de um bilhão de fiéis. O filme intercala essas conversas com flashbacks da vida de Bergoglio na Argentina, incluindo seu controverso período como líder provincial dos Jesuítas durante a "Guerra Suja".
Através desses encontros (majoritariamente fictícios), o filme explora temas como fé, dúvida, liderança, mudança e a busca por sentido no mundo moderno, culminando na surpreendente renúncia de Bento XVI e na subsequente eleição de Bergoglio como Papa Francisco no Conclave de 2013.

## Ficção vs. Realidade
Embora inspirado em eventos reais e buscando capturar a essência dos dois pontífices, Dois Papas é uma obra de ficção histórica que toma liberdades significativas para fins dramáticos. Diversos pontos importantes divergem da realidade histórica:
Os encontros centrais
A premissa principal do filme – Bergoglio viajando a Roma para pedir sua aposentadoria e tendo longas e íntimas conversas com Bento XVI em Castel Gandolfo e no Vaticano, onde debatem o futuro da Igreja e suas diferenças – é ficcional. Na realidade, não há registro de tais encontros prolongados entre os dois nesse período específico. Embora devam ter se encontrado em ocasiões formais (como visitas ad limina dos bispos argentinos), as discussões filosóficas e pessoais retratadas são uma construção do roteirista para explorar os contrastes e a eventual aproximação entre as duas figuras.
Discussão sobre a renúncia
Bento XVI não discutiu seus planos de renúncia com o Cardeal Bergoglio (ou qualquer outro cardeal fora de um círculo extremamente restrito, como seu irmão Georg Ratzinger e seu secretário Georg Gänswein). A decisão foi tomada em segredo e anunciada publicamente de forma surpreendente em fevereiro de 2013.
Conclave de 2005
O filme retrata corretamente que Bergoglio foi o segundo candidato mais votado no conclave que elegeu Ratzinger como Bento XVI. Relatos indicam que, ao perceber que poderia dividir os votos e prolongar o conclave, Bergoglio pediu aos cardeais que o apoiavam para votarem em Ratzinger.
Passado de Bergoglio na Argentina
As cenas de flashback sobre a atuação de Bergoglio durante a Ditadura Militar Argentina (1976-1983) baseiam-se em eventos reais, mas complexos e controversos. Ele de fato ajudou a esconder e salvar pessoas perseguidas pelo regime, incluindo os padres jesuítas Franz Jalics e Orlando Yorio. No entanto, também foi acusado por Yorio (já falecido) de não ter feito o suficiente para protegê-los ou de tê-los "entregado" ao retirar o apoio da ordem ao trabalho deles nas favelas (algo que Bergoglio nega, afirmando ter pedido que saíssem por segurança). O filme mostra a posterior reconciliação com Jalics, que de fato ocorreu. O período de "exílio" de Bergoglio em Córdoba também é real, sendo um tempo de reflexão profunda após seu período como provincial.
Hábitos pessoais
A predileção de Bento XVI por Fanta Laranja é possivelmente real, mencionada em algumas fontes. Já o hábito de assistir à série policial alemã Kommissar Rex é altamente improvável e provavelmente uma licença poética do roteiro (uma alusão ao apelido de Ratzinger como "rottweiler de Deus" ou "pastor alemão"). A cena final dos dois papas assistindo juntos à final da Copa do Mundo de 2014 entre Alemanha e Argentina é ficcional; Bento XVI não era conhecido por ser fã de esportes.
Vatileaks
O escândalo Vatileaks, envolvendo o vazamento de documentos confidenciais pelo mordomo de Bento XVI, Paolo Gabriele, é real e ocorreu em 2012, contribuindo para o clima de crise no final de seu pontificado. Bento XVI posteriormente perdoou Gabriele.
Relação pós-renúncia
O filme termina com um tom de reconciliação e amizade mútua. Na realidade, a coexistência de um Papa reinante e um Papa Emérito no Vaticano foi uma situação inédita e complexa. Embora Francisco e Bento XVI mantivessem um relacionamento descrito por Francisco como cordial e respeitoso ("Ele foi como um pai para mim", "sempre me defendeu"), a presença de Bento XVI no Vaticano, mesmo "escondido do mundo", foi por vezes instrumentalizada por setores conservadores da Igreja críticos a Francisco. Intervenções pontuais de Bento XVI, como sua contribuição para um livro sobre celibato sacerdotal em 2020, geraram polêmica e debate sobre o papel apropriado de um Papa Emérito.
Em suma, Dois Papas utiliza a figura histórica dos dois pontífices e eventos reais como pano de fundo para criar um diálogo dramático e filosófico sobre fé, dúvida e o futuro da Igreja Católica, sendo mais uma exploração temática do que um documentário factual.

## Elenco
| Ator/Atriz         | Personagem                                            |
| ------------------ | ----------------------------------------------------- |
| Anthony Hopkins    | Papa Bento XVI                                        |
| Jonathan Pryce     | Cardeal Jorge Mario Bergoglio (futuro Papa Francisco) |
| Juan Minujín       | Jorge Mario Bergoglio (jovem)                         |
| Sidney Cole        | Cardeal Peter Turkson                                 |
| Lisandro Fiks      | Padre Franz Jalics                                    |
| Thomas D. Williams | Jornalista americano                                  |
| Maria Ucedo        | Esther Ballestrino                                    |
| Luis Gnecco        | Cardeal Cláudio Hummes                                |
| Federico Torre     | Protodiácono Estévez                                  |
| Germán de Silva    | Padre Orlando Yorio                                   |

## Produção
Em 6 de setembro de 2017, a Netflix anunciou oficialmente a produção do filme, então intitulado The Pope, com direção de Fernando Meirelles e roteiro de Anthony McCarten. Jonathan Pryce e Anthony Hopkins foram confirmados nos papéis principais do Cardeal Bergoglio e do Papa Bento XVI, respectivamente. As filmagens estavam previstas para iniciar em novembro de 2017 na Argentina.
Parte das filmagens ocorreu em Roma a partir de abril de 2018. Como a produção não obteve permissão para filmar dentro da Capela Sistina no Vaticano, uma réplica detalhada da capela foi construída nos estúdios Cinecittà, em Roma. A réplica era ligeiramente maior que a original para acomodar equipamentos de filmagem.

## Lançamento
Dois Papas teve sua estreia mundial no Festival de Cinema de Telluride em 31 de agosto de 2019. Foi exibido também no Festival Internacional de Cinema de Toronto em 9 de setembro de 2019. O filme teve um lançamento limitado em cinemas selecionados nos Estados Unidos (a partir de 27 de novembro de 2019) e no Reino Unido (a partir de 29 de novembro de 2019), antes de seu lançamento global na plataforma de streaming Netflix em 20 de dezembro de 2019.

## Recepção Crítica
O filme foi amplamente aclamado pela crítica especializada. Segundo a revista Variety, Dois Papas foi "um sucesso inesperado" em sua estreia em Telluride, com elogios direcionados ao humor do roteiro e, principalmente, às atuações de Anthony Hopkins e Jonathan Pryce.
No agregador de críticas Rotten Tomatoes, o filme detém uma taxa de aprovação de 89% com base em 226 avaliações, com nota média de 7.3/10. O consenso crítico do site afirma: "Liderado por atuações de peso finamente compatibilizadas de Jonathan Pryce e Anthony Hopkins, Dois Papas extrai um drama envolvente de um momento crucial na Igreja Católica moderna". No Metacritic, o filme possui uma pontuação média ponderada de 75 em 100, baseada em 39 críticas, indicando "avaliações geralmente favoráveis".

## Prêmios e indicações
| Prêmio             | Categoria               | Recipiente       | Resultado |
| ------------------ | ----------------------- | ---------------- | --------- |
| Globo de Ouro 2020 | Melhor filme - drama    | Dois Papas       | Indicado  |
| Globo de Ouro 2020 | Melhor ator - drama     | Jonathan Pryce   | Indicado  |
| Globo de Ouro 2020 | Melhor ator coadjuvante | Anthony Hopkins  | Indicado  |
| Globo de Ouro 2020 | Melhor roteiro          | Anthony McCarten | Indicado  |
| Oscar 2020         | Melhor ator             | Jonathan Pryce   | Indicado  |
| Oscar 2020         | Melhor ator coadjuvante | Anthony Hopkins  | Indicado  |
| Oscar 2020         | Melhor roteiro adaptado | Anthony McCarten | Indicado  |

Dois Papas também recebeu indicações em outras premiações importantes, como o BAFTA Awards.